# Église Saint-Christophe de Rahling
Pour les articles homonymes, voir Église Saint-Christophe.
L'église Saint-Christophe de Rahling se situe dans la commune française de Rahling et le département de la Moselle.

## Histoire
Le village est une ancienne paroisse de l'archiprêtré de Bouquenom, passée en 1802 dans celui de Rohrbach-lès-Bitche, avec Schmittviller comme annexe jusqu'en 1837.

## Édifice
L'église, dédiée à saint Christophe, est reconstruite une première fois en 1595, sous le curé Jacques Pistor. De cette époque, il subsiste la base de la tour-clocher et la pierre de fondation déposée.
À l'occasion d'une seconde reconstruction, de 1739 à 1745, l'ensemble du mobilier est renouvelé et les trois autels sont commandés au sculpteur Jean Martesteck. Daté 1745 et signé au revers du retable Iohannes Martesteck. Fecit 1745, le retable monumental du maître-autel est posé sur un autel du XIXe siècle au décor indigent. Le maître-autel est animé par des massifs de plan trapézoïdal constitués par des pilastres placés de biais et deux colonnes encadrant un tableau représentant saint Christophe, le patron de la paroisse. Il est accosté par des ailerons déchiquetés ornés de fleurs de tournesol laissant échapper des volutes feuillagées. L'édicule de couronnement, avec son tableau de la Sainte Trinité, est encadré par un ensemble de pilastres contrebutés par des ailerons disposés en éventail, qui ménagent des sortes de niches occupées par des statues d'anges adorateurs, de saint Jacques et de saint Wendelin refaites dans le courant du XIXe siècle. La dorure et les faux marbres, jouant sur un fond clair, soulignent le côté architectural de ce retable aux dimensions imposantes, sans doute le plus grand du Pays de Bitche.